# Eccremocarpeae
Eccremocarpeae o Tourrettieae según algunos taxónomos es una tribu con un género de árboles pertenecientes a la familia Bignoniaceae.

## Géneros
- Eccremocarpus